# Canton de Cintegabelle
Le canton de Cintegabelle est une ancienne division administrative française de l’arrondissement français de Muret, dans le département de la Haute-Garonne en région Midi-Pyrénées et faisait partie de la septième circonscription de la Haute-Garonne.

## Communes
Le canton de Cintegabelle regroupait 7 communes et comptait 5 719 habitants (population municipale) au 1er janvier 2010.
| Nom            | Code Insee | Intercommunalité                       | Superficie (km2) | Population (dernière pop. légale) | Densité (hab./km2) |
| -------------- | ---------- | -------------------------------------- | ---------------- | --------------------------------- | ------------------ |
| Aignes         | 31002      | CC des Terres du Lauragais             | 21,81            | 249 (2014)                        | 11                 |
| Caujac         | 31128      | CC du Bassin Auterivain Haut-Garonnais | 10,82            | 838 (2014)                        | 77                 |
| Cintegabelle   | 31145      | CC du Bassin Auterivain Haut-Garonnais | 52,92            | 2 840 (2014)                      | 54                 |
| Esperce        | 31173      | CC du Bassin Auterivain Haut-Garonnais | 16,42            | 253 (2014)                        | 15                 |
| Gaillac-Toulza | 31206      | CC du Bassin Auterivain Haut-Garonnais | 40,40            | 1 247 (2014)                      | 31                 |
| Grazac         | 31231      | CC du Bassin Auterivain Haut-Garonnais | 7,17             | 548 (2014)                        | 76                 |
| Marliac        | 31319      | CC du Bassin Auterivain Haut-Garonnais | 7,20             | 127 (2014)                        | 18                 |

## Démographie
| 1962  | 1968  | 1975  | 1982  | 1990  | 1999  | 2006  | 2011  | 2012  |
| ----- | ----- | ----- | ----- | ----- | ----- | ----- | ----- | ----- |
| 3 812 | 3 580 | 3 494 | 3 642 | 4 157 | 4 641 | 5 160 | 5 801 | 5 925 |

## Administration

### Conseillers généraux de 1833 à 2015
| Période | Période          | Identité                             | Étiquette              | Qualité |
| ------- | ---------------- | ------------------------------------ | ---------------------- | --- |
| 1833    | 1842 (décès)     | Comte Bertrand Clauzel               | Majorité ministérielle | Maréchal de France Député des Ardennes (1829-1842) |
| 1842    | 1848             | Baron Emile de Randal                |                        | Propriétaire du domaine de Randal, à Auterive |
| 1848    | 1858             | Sylvain de Ganiac                    |                        | Propriétaire, juge de paix à Cintegabelle |
| 1858    | 1865             | Jean Paul Jérôme Augustin de Ferriol |                        | Propriétaire, maire de Cintegabelle |
| 1865    | 1871             | Jean Pierre Fauré                    | Droite                 | Avocat à Toulouse |
| 1871    | 1871 (décès)     | Antoine-Jules de Campaignac          |                        | Licencié en droit, Cintegabelle |
| 1872    | 1880             | Jean Pierre Fauré                    | Droite                 | Avocat à Toulouse |
| 1880    | 1898             | Alcide Cauvet                        | Républicain            | Directeur de l'Ecole centrale des Arts et Manufactures de Paris Propriétaire du château d'Ampouillac (Cintegabelle)                                                     |
| 1898    | 1903 (démission) | François Augé                        | Républicain            | Notaire à Cintegabelle |
| 1903    | 1904             | Jean Henri Colombiés                 | Républicain            | Juge de paix à Saverdun |
| 1904    | 1910             | François Augé                        | Républicain            | Notaire à Cintegabelle |
| 1910    | 1919             | Jean Henri Colombiés                 | Républicain            | Juge de paix à Saverdun |
| 1919    | 1924 (décès)     | Théodore Nolé                        |                        | Propriétaire à Cintegabelle |
| 1924    | 1940             | Auguste Bergé                        | Rad.                   | Maire de Cintegabelle |
|         |                  |                                      |                        | |
| 1945    | 1973             | Lucien Canals                        | SFIO puis DVG          | Négociant Maire de Cintegabelle |
| 1973    | 1988 (décès)     | Jacques Pic                          | PS                     | Artisan boulanger Maire de Cintegabelle |
| 1988    | 2002 (Démission) | Lionel Jospin                        | PS                     | Enseignant Premier Ministre (1997-2002) Ministre Député européen de 1984 à 1988 Député de la Haute-Garonne de 1986 à 1988 et en 1997 Conseiller régional de 1992 à 1997 |
| 2002    | 2015             | Christian Brunet                     | PS puis Soc.ind.       | Employé à la Société nationale des poudres et explosifs Maire de Cintegabelle de 1989 à 2008 Vice-Président du Conseil Général (2008-2011)                              |

### Conseillers d'arrondissement (de 1833 à 1940)
| Période                                  | Période      | Identité                      | Étiquette    | Qualité |
| ---------------------------------------- | ------------ | ----------------------------- | ------------ | --- |
| 1833                                     | 1839         | Jean Louis Lafage (1768-1846) |              | Notaire, juge de paix, administrateur des bureaux de bienfaisance à Cintegabelle                            |
| 1839                                     | 1848         | M. Abolin                     |              | Juge de paix à Cintegabelle, propriétaire à Toulouse                                                        |
|                                          |              |                               |              | |
| 1871                                     | 1877         | Félix Larrouy                 | Conservateur | Propriétaire à Grazac                                                                                       |
| 1877                                     | 1883         | Charles Nolé                  | Républicain  | Avocat à Muret                                                                                              |
| 1883                                     | 1889         | Félix Larrouy                 | Conservateur | Propriétaire, maire de Grazac                                                                               |
| 1889                                     | 1895         | Antoine Campagne              | Républicain  | Ancien instituteur, propriétaire à Caujac                                                                   |
| 1895                                     | 1907 (décès) | Jean Fabre                    | Républicain  | Professeur honoraire au lycée impérial de Toulouse, maire de Grazac                                         |
| 1907                                     | 1940         | Étienne Bélinguier            | Radical      | Négociant à Aignes                                                                                          |
| 1940                                     |              |                               |              | Les conseils d'arrondissement ont été suspendus par la loi du 12 octobre 1940 et n'ont jamais été réactivés |
| Les données manquantes sont à compléter. |              |                               |              | |